# Марчоне (Лука)
Марчоне је насеље у Италији у округу Лука, региону Тоскана.
Према процени из 2011. у насељу је живело 26 становника. Насеље се налази на надморској висини од 401 м.